# 수입허가제
수입허가제(輸入許可制, import licensing system)는 대한민국 이외의 국가들로부터의 물품 수입이 과도해지는 것을 억제하기 위한 제도이다.
이 제도 하에서는 민간업자 사이에 매매 계약이 성립되어도 수입국 정부의 수입 허가를 얻지 않으면 수입은 실현되지 않는다. 이 장해를 제거하기 위해 나라 간의 무역협정이 이루어지게 되었다.